# Шемире ле Годен
Шемире ле Годен (фр. Chemiré-le-Gaudin) је насељено место у Француској у региону Лоара, у департману Сарт.
По подацима из 2011. године у општини је живело 940 становника, а густина насељености је износила 41,25 становника/km².

## Демографија
| 1962. | 1968. | 1975. | 1982. | 1990. | 2011. |
| ----- | ----- | ----- | ----- | ----- | ----- |
| 846   | 784   | 762   | 803   | 819   | 940   |